# Qijiadai
Qijiadai (kinesiska: 七家岱满族乡, 七家岱) är en socken i Kina. Den ligger i provinsen Hebei, i den norra delen av landet, omkring 240 kilometer nordost om huvudstaden Peking. Antalet invånare är 7 912. Befolkningen består av 3 896 kvinnor och 4 016 män. Barn under 15 år utgör 21,0 %, vuxna 15-64 år 69 %, och äldre över 65 år 9,0 %.
Genomsnittlig årsnederbörd är 722 millimeter. Den regnigaste månaden är juni, med i genomsnitt 177 mm nederbörd, och den torraste är januari, med 2 mm nederbörd.